# Australian Open 2023
L'Australian Open 2023 è stato un torneo di tennis giocato nel complesso di Melbourne Park, a Melbourne in Australia, tra il 16 gennaio e il 29 gennaio 2023. È stata la 111ª edizione dell'Australian Open, il primo dei quattro tornei del Grande Slam dell'anno 2023. L'evento è stato organizzato dalla International Tennis Federation (ITF), e faceva parte dell'ATP Tour 2023 e del WTA Tour 2023 sotto la categoria Grande Slam. 

## Torneo
Il torneo è formato da competizioni di singolare e doppio maschile e femminile, e di doppio misto. Inoltre ci sono torneo di singolo e doppio per ragazzi e ragazze (giocatori sotto i 18 anni), ci sono anche eventi di singolo, doppio e quad per giocatori di tennis su sedia a rotelle maschili e femminili nella categoria del Grande Slam. 
inciIl torneo si gioca su venticinque campi in cemento GreenSet, inclusi i cinque campi principali: Rod Laver Arena, Margaret Court Arena, John Cain Arena, 1573 Arena e Kia Arena.
Le palle usate sono di marca Dunlop. In particolare quelle usate in questa edizione sono state al centro di una polemica riguardante la loro eccessiva usura rispetto a quelle delle edizioni precedenti.

## Teste di serie nel singolare
| Legenda colori              |
| Vincitore                   |
| Finalista                   |
| Semifinalista               |
| Quarti di finale            |
| Eliminati al 1T, 2T, 3T, 4T |

### Singolare maschile
| Tds | Rank | Giocatore                   | Punteggio precedente | Punti da difendere | Punti conquistati | Nuovo punteggio | Situazione                                       |
| --- | ---- | --------------------------- | -------------------- | ------------------ | ----------------- | --------------- | ------------------------------------------------ |
| 1   | 2    | Rafael Nadal                | 5 770                | 2 000              | 45                | 3 815           | Eliminato al 2ºT da Mackenzie McDonald           |
| 2   | 3    | Casper Ruud                 | 5 720                | 0                  | 45                | 5 765           | Eliminato al 2ºT da Jenson Brooksby              |
| 3   | 4    | Stefanos Tsitsipas          | 5 715                | 720                | 1 200             | 6 195           | Sconfitto in finale da Novak Đoković [4]         |
| 4   | 5    | Novak Đoković               | 5 070                | 0                  | 2 000             | 7 070           | Vittoria in finale contro Stefanos Tsitsipas [3] |
| 5   | 6    | Andrej Rublëv               | 3 930                | 90                 | 360               | 4 200           | Eliminato ai QF da Novak Đoković [4]             |
| 6   | 7    | Félix Auger-Aliassime       | 3 895                | 360                | 180               | 3 715           | Eliminato al 4ºT da Jiří Lehečka                 |
| 7   | 8    | Daniil Medvedev             | 3 860                | 1 200              | 90                | 2 750           | Eliminato al 3ºT da Sebastian Korda [29]         |
| 8   | 9    | Taylor Fritz                | 3 545                | 180                | 45                | 3 410           | Eliminato al 2ºT da Alexei Popyrin [WC]          |
| 9   | 10   | Holger Rune                 | 2 876                | 10                 | 180               | 3 046           | Eliminato al 4ºT da Andrej Rublëv [5]            |
| 10  | 11   | Hubert Hurkacz              | 2 860                | 45                 | 180               | 2 995           | Eliminato al 4ºT da Sebastian Korda [29]         |
| 11  | 12   | Cameron Norrie              | 2 680                | 10                 | 90                | 2 760           | Eliminato al 3ºT da Jiří Lehečka                 |
| 12  | 13   | Alexander Zverev            | 2 560                | 180                | 45                | 2 425           | Eliminato al 2ºT da Michael Mmoh [LL]            |
| 13  | 14   | Matteo Berrettini           | 2 490                | 720                | 10                | 1 780           | Eliminato al 1ºT da Andy Murray                  |
| 14  | 15   | Pablo Carreño Busta         | 2 420                | 180                | 45                | 2 285           | Eliminato al 2°T da Benjamin Bonzi               |
| 15  | 16   | Jannik Sinner               | 2 375                | 360                | 180               | 2 195           | Eliminato al 4ºT da Stefanos Tsitsipas [3]       |
| 16  | 17   | Frances Tiafoe              | 2 260                | 45                 | 90                | 2 305           | Eliminato al 3ºT da Karen Chačanov [18]          |
| 17  | 19   | Lorenzo Musetti             | 1 925                | 10                 | 10                | 1 925           | Eliminato al 1ºT da Lloyd Harris                 |
| 18  | 20   | Karen Chačanov              | 1 885                | 90                 | 720               | 2 515           | Eliminato in SF da Stefanos Tsitsipas [3]        |
| 19  | 21   | Nick Kyrgios                | 1 870                | 45                 | 0                 | 1 825           | Ritirato                                         |
| 20  | 22   | Denis Shapovalov            | 1 830                | 360                | 90                | 1 560           | Eliminato al 3ºT da Hubert Hurkacz [10]          |
| 21  | 23   | Borna Ćorić                 | 1 760                | 0                  | 10                | 1 770           | Eliminato al 1ºT da Jiří Lehečka                 |
| 22  | 24   | Alex de Minaur              | 1 710                | 180                | 180               | 1 710           | Eliminato al 4ºT da Novak Đoković [4]            |
| 23  | 26   | Diego Schwartzman           | 1 550                | 45                 | 45                | 1 550           | Eliminato al 2ºT da Jeffrey John Wolf            |
| 24  | 25   | Roberto Bautista Agut       | 1 675                | 90                 | 180               | 1 765           | Eliminato al 4ºT da Tommy Paul                   |
| 25  | 30   | Daniel Evans                | 1 380                | 90                 | 90                | 1 380           | Eliminato al 3ºT da Andrej Rublëv [5]            |
| 26  | 27   | Miomir Kecmanović           | 1 445                | 180                | 10                | 1 275           | Eliminato al 1ºT da Nicolás Jarry [Q]            |
| 27  | 28   | Grigor Dimitrov             | 1 395                | 45                 | 90                | 1 440           | Eliminato al 3ºT da Novak Đoković [4]            |
| 28  | 29   | Francisco Cerúndolo         | 1 383                | 16+80†             | 90+0              | 1 377           | Eliminato al 3ºT da Félix Auger-Aliassime [6]    |
| 29  | 31   | Sebastian Korda             | 1 325                | 90                 | 360               | 1 595           | Eliminato ai QF da Karen Chačanov [18]           |
| 30  | 32   | Alejandro Davidovich Fokina | 1 325                | 45                 | 45                | 1 325           | Eliminato al 2ºT da Tommy Paul                   |
| 31  | 33   | Yoshihito Nishioka          | 1 212                | 10+80              | 180+0             | 1 302           | Eliminato al 4ºT da Karen Chačanov [18]          |
| 32  | 34   | Botic van de Zandschulp     | 1 205                | 90                 | 45                | 1 160           | Eliminato al 2ºT da Tallon Griekspoor            |
| –   | 35   | Tommy Paul                  | 1 160                | 45                 | 720               | 1 835           | Eliminato in SF da Novak Đoković [4]             |
| –   | 71   | Jiří Lehečka                | 717                  | 35                 | 360               | 1 042           | Eliminato ai QF da Stefanos Tsitsipas [3]        |
| –   | 89   | Ben Shelton                 | 604                  | 0                  | 360               | 964             | Eliminato ai QF da Tommy Paul                    |

† Il giocatore non si è qualificato per il tabellone principale nel 2022. Sta difendendo i punti di due tornei dell'ATP Challenger Tour 2022 (Challenger Concepción 2022 e Santa Cruz Challenger 2022).

### Teste di serie ritirate
I seguenti giocatori sarebbero entrati in tabellone come teste di serie ma si sono ritirati prima del sorteggio.
| Rank | Giocatore      | Punteggio precedente | Punti 2022 | Nuovo punteggio | Motivo ritiro              |
| ---- | -------------- | -------------------- | ---------- | --------------- | -------------------------- |
| 1    | Carlos Alcaraz | 6 820                | 90         | 6 730           | Lesione alla coscia destra |
| 18   | Marin Čilić    | 1 970                | 180        | 1 790           | Infortunio al ginocchio    |

### Singolare femminile
| Tds | Rank | Giocatrice             | Punteggio precedente | Punti da difendere | Punti conquistati | Nuovo punteggio | Situazione                                        |
| --- | ---- | ---------------------- | -------------------- | ------------------ | ----------------- | --------------- | ------------------------------------------------- |
| 1   | 1    | Iga Świątek            | 11 025               | 780                | 240               | 10 485          | Eliminata al 4ºT da Elena Rybakina [22]           |
| 2   | 2    | Ons Jabeur             | 5 140                | 0                  | 70                | 5 210           | Eliminata al 2ºT da Markéta Vondroušová [PR]      |
| 3   | 3    | Jessica Pegula         | 5 000                | 430                | 430               | 5 000           | Eliminata ai QF da Viktoryja Azaranka [24]        |
| 4   | 4    | Caroline Garcia        | 4 415                | 10                 | 240               | 4 645           | Eliminata al 4ºT Magda Linette                    |
| 5   | 5    | Aryna Sabalenka        | 4 340                | 240                | 2 000             | 6 100           | Vittoria in Finale vs Elena Rybakina [22]         |
| 6   | 6    | Maria Sakkarī          | 3 921                | 240                | 130               | 3 811           | Eliminata al 3ºT da Zhu Lin                       |
| 7   | 7    | Cori Gauff             | 3 762                | 10                 | 240               | 3 992           | Eliminata al 4ºT da Jeļena Ostapenko [17]         |
| 8   | 8    | Dar'ja Kasatkina       | 3 500                | 130                | 10                | 3 380           | Eliminata al 1ºT da Varvara Gračëva               |
| 9   | 9    | Veronika Kudermetova   | 2 800                | 130                | 70                | 2 740           | Eliminata al 2ºT da Katie Volynets [Q]            |
| 10  | 13   | Madison Keys           | 2 318                | 780                | 130               | 1 668           | Eliminata al 3ºT da Viktoryja Azaranka [24]       |
| 11  | 16   | Paula Badosa           | 2 102                | 240                | 0                 | 1 862           | Ritirata                                          |
| 12  | 10   | Belinda Bencic         | 2 735                | 70                 | 240               | 2 905           | Eliminata al 4ºT da Aryna Sabalenka [5]           |
| 13  | 11   | Danielle Collins       | 2 388                | 1 300              | 130               | 1 218           | Eliminata al 3ºT da Elena Rybakina [22]           |
| 14  | 14   | Beatriz Haddad Maia    | 2 255                | 70                 | 10                | 2 195           | Eliminata al 1ºT da Nuria Párrizas Díaz           |
| 15  | 15   | Petra Kvitová          | 2 221                | 10                 | 70                | 2 281           | Eliminata al 2ºT da Anhelina Kalinina             |
| 16  | 19   | Anett Kontaveit        | 1 909                | 70                 | 70                | 1 909           | Eliminata al 2ºT da Magda Linette                 |
| 17  | 17   | Jeļena Ostapenko       | 2 040                | 130                | 430               | 2 340           | Eliminata ai QF da Elena Rybakina [22]            |
| 18  | 20   | Ljudmila Samsonova     | 1 905                | 70                 | 70                | 1 905           | Eliminata al 2ºT da Donna Vekić                   |
| 19  | 18   | Ekaterina Aleksandrova | 1 910                | 10                 | 130               | 2 030           | Eliminata al 3ºT da Magda Linette                 |
| 20  | 23   | Barbora Krejčíková     | 1 600                | 430                | 240               | 1 410           | Eliminata al 4ºT da Jessica Pegula [3]            |
| 21  | 21   | Martina Trevisan       | 1 672                | 110                | 10                | 1 572           | Eliminata al 1ºT da Anna Karolína Schmiedlová [Q] |
| 22  | 25   | Elena Rybakina         | 1 585                | 70                 | 1 300             | 2 815           | Sconfitta in Finale da Aryna Sabalenka [5]        |
| 23  | 22   | Zhang Shuai            | 1 600                | 130                | 240               | 1 710           | Eliminata al 4ºT da Karolína Plíšková [30]        |
| 24  | 24   | Viktoryja Azaranka     | 1 598                | 240                | 780               | 2 138           | Eliminata in SF da Elena Rybakina [22]            |
| 25  | 26   | Marie Bouzková         | 1 581                | 70                 | 10                | 1 521           | Eliminata al 1ºT da Bianca Andreescu              |
| 26  | 32   | Elise Mertens          | 1 449                | 240                | 130               | 1 339           | Eliminata al 3ºT da Aryna Sabalenka [5]           |
| 27  | 30   | Irina-Camelia Begu     | 1 472                | 70                 | 70                | 1 472           | Eliminata al 2ºT da Laura Siegemund               |
| 28  | 27   | Amanda Anisimova       | 1 535                | 240                | 10                | 1 305           | Eliminata al 1ºT da Marta Kostjuk                 |
| 29  | 28   | Zheng Qinwen           | 1 534                | 110+80             | 70+1              | 1 415           | Eliminata al 2ºT da Bernarda Pera                 |
| 30  | 31   | Karolína Plíšková      | 1 450                | 0                  | 430               | 1 880           | Eliminata ai QF da Magda Linette                  |
| 31  | 29   | Kaia Kanepi            | 1 472                | 430                | 10                | 1 052           | Eliminata al 1ºT da Kimberly Birrell [WC]         |
| 32  | 33   | Jil Teichmann          | 1 429                | 70                 | 70                | 1 429           | Eliminata al 2ºT vs Zhu Lin                       |
| –   | 45   | Magda Linette          | 1 060                | 45                 | 780               | 1 795           | Eliminata in SF da Aryna Sabalenka [5]            |
| –   | 64   | Donna Vekić            | 906                  | 10                 | 430               | 1 326           | Eliminata ai QF da Aryna Sabalenka [5]            |

### Teste di serie ritirate
Le seguenti giocatrici sarebbero entrate in tabellone come teste di serie ma si sono ritirate prima del sorteggio.
| Rank | Giocatore    | Punteggio precedente | Punti da difendere | Nuovo punteggio | Motivo ritiro      |
| ---- | ------------ | -------------------- | ------------------ | --------------- | ------------------ |
| 12   | Simona Halep | 2 381                | 240                | 2 141           | Sospesa per doping |

## Teste di serie nel doppio
| Legenda colori          |
| Vincitori               |
| Finalisti               |
| Semifinalisti           |
| Quarti di finale        |
| Eliminati al 1T, 2T, 3T |

### Doppio maschile
| Team                 | Team                   | Rank* | Tds |
| -------------------- | ---------------------- | ----- | --- |
| Wesley Koolhof       | Neal Skupski           | 2     | 1   |
| Rajeev Ram           | Joe Salisbury          | 7     | 2   |
| Marcelo Arévalo      | Jean-Julien Rojer      | 12    | 3   |
| Nikola Mektić        | Mate Pavić             | 13    | 4   |
| Ivan Dodig           | Austin Krajicek        | 19    | 5   |
| Lloyd Glasspool      | Harri Heliövaara       | 23    | 6   |
| Thanasi Kokkinakis   | Nick Kyrgios           | 28    | 7   |
| Marcel Granollers    | Horacio Zeballos       | 31    | 8   |
| Simone Bolelli       | Fabio Fognini          | 44    | 9   |
| Rohan Bopanna        | Matthew Ebden          | 45    | 10  |
| Jamie Murray         | Michael Venus          | 52    | 11  |
| Juan Sebastián Cabal | Robert Farah           | 58    | 12  |
| Rafael Matos         | David Vega Hernández   | 58    | 13  |
| Andreas Mies         | John Peers             | 61    | 14  |
| Santiago González    | Édouard Roger-Vasselin | 60    | 15  |
| Robin Haase          | Matwé Middelkoop       | 66    | 16  |
| Nicolas Mahut        | Tim Pütz               | 66    | 17  |

* Ranking al 2 gennaio 2023.

### Doppio femminile
| Team                     | Team               | Rank* | Tds |
| ------------------------ | ------------------ | ----- | --- |
| Barbora Krejčíková       | Kateřina Siniaková | 4     | 1   |
| Cori Gauff               | Jessica Pegula     | 7     | 2   |
| Gabriela Dabrowski       | Giuliana Olmos     | 15    | 3   |
| Storm Hunter             | Elise Mertens      | 15    | 4   |
| Ljudmyla Kičenok         | Jeļena Ostapenko   | 23    | 5   |
| Desirae Krawczyk         | Demi Schuurs       | 34    | 6   |
| Beatriz Haddad Maia      | Zhang Shuai        | 38    | 7   |
| Anna Danilina            | Sania Mirza        | 35    | 8   |
| Nicole Melichar-Martinez | Ellen Perez        | 39    | 9   |
| Shūko Aoyama             | Ena Shibahara      | 45    | 10  |
| Chan Hao-ching           | Yang Zhaoxuan      | 52    | 11  |
| Asia Muhammad            | Taylor Townsend    | 59    | 12  |
| Kirsten Flipkens         | Laura Siegemund    | 56    | 13  |
| Alicja Rosolska          | Erin Routliffe     | 62    | 14  |
| Caty McNally             | Luisa Stefani      | 68    | 15  |
| Miyu Katō                | Aldila Sutjiadi    | 96    | 16  |

* Ranking al 2 gennaio 2023.

### Doppio misto
| Team               | Team              | Rank* | Tds |
| ------------------ | ----------------- | ----- | --- |
| Giuliana Olmos     | Marcelo Arévalo   |       | 1   |
| Jessica Pegula     | Austin Krajicek   |       | 2   |
| Desirae Krawczyk   | Neal Skupski      |       | 3   |
| Ena Shibahara      | Wesley Koolhof    |       | 4   |
| Demi Schuurs       | Nikola Mektić     |       | 5   |
| Ellen Perez        | Harri Heliövaara  |       | 6   |
| Alicja Rosolska    | Jean-Julien Rojer |       | 7   |
| Gabriela Dabrowski | Max Purcell       |       | 8   |

* Ranking al.

## Wildcard
Ai seguenti giocatori è stata assegnata una wildcard per accedere al tabellone principale.

### Singolare maschile
- Christopher Eubanks
- Rinky Hijikata
- Jason Kubler
- John Millman
- Alexei Popyrin
- Dominic Thiem
- Luca Van Assche
- Wu Yibing

### Singolare femminile
- Kimberly Birrell
- Jaimee Fourlis
- Olivia Gadecki
- Talia Gibson
- Storm Hunter
- Diane Parry
- Taylor Townsend
- Moyuka Uchijima

### Doppio maschile
- Yuki Bhambri /  Saketh Myneni
- Alex Bolt /  Luke Saville
- Rinky Hijikata /  Jason Kubler
- Marcelo Melo /  Mackenzie McDonald
- John Millman /  Aleksandar Vukic
- Marc Polmans /  Alexei Popyrin
- Dane Sweeny /  Li Tu

### Doppio femminile
- Alexandra Bozovic /  Lizette Cabrera
- Alizé Cornet /  Samantha Stosur
- Jaimee Fourlis /  Astra Sharma
- Olivia Gadecki /  Priscilla Hon
- Talia Gibson /  Olivia Tjandramulia
- Petra Hule /  Arina Rodionova
- Moyuka Uchijima /  Wang Xinyu

### Doppio misto
- Kimberly Birrell /  Rinky Hijikata
- Lizette Cabrera /  John-Patrick Smith
- Jaimee Fourlis /  Luke Saville
- Olivia Gadecki /  Marc Polmans
- Xinyun Han /  Zhang Zhizhen
- Maddison Inglis /  Jason Kubler
- Alana Parnaby /  Andrew Harris
- Samantha Stosur /  Matthew Ebden

## Qualificazioni

### Singolare maschile
- Laurent Lokoli
- Max Purcell
- Brandon Holt
- Jan-Lennard Struff
- Yosuke Watanuki
- Oleksii Krutykh
- Hsu Yu-hsiou
- Dalibor Svrčina
- Aleksandar Vukic
- Nicolás Jarry
- Ernesto Escobedo
- Enzo Couacaud
- Mattia Bellucci
- Yannick Hanfmann
- Zizou Bergs
- Shang Juncheng

#### Lucky loser
- Pavel Kotov
- Juan Pablo Varillas
- Denis Kudla
- Michael Mmoh

### Singolare femminile
- Sára Bejlek
- Cristina Bucșa
- Clara Burel
- Lesja Curenko
- Brenda Fruhvirtová
- Arianne Hartono
- Séléna Janicijevic
- Polina Kudermetova
- Eva Lys
- Anna Karolína Schmiedlová
- Katherine Sebov
- Oksana Selechmet'eva
- Diana Šnaider
- Lucrezia Stefanini
- Coco Vandeweghe
- Katie Volynets

#### Lucky Loser
- Léolia Jeanjean
- Laura Pigossi
- Elizabeth Mandlik

## Alternate

### Doppio maschile
- Facundo Bagnis /  Robert Galloway
- Hunter Reese /  Cristian Rodríguez
- Ivan Sabanov /  Matej Sabanov
- Daniel Altmaier /  Juan Pablo Varillas
- Sriram Balaji /  Jeevan Nedunchezhiyan

### Doppio femminile
- Claire Liu /  Sabrina Santamaria

### Doppio misto
- Makoto Ninomiya /  Ariel Behar

## Ranking protetto

### Singolare maschile
- Stan Wawrinka (22)
- Lloyd Harris (47)
- Kyle Edmund (48)
- Hugo Dellien (73)
- Guido Pella (75)
- Jérémy Chardy (88)

### Singolare femminile
- Sofia Kenin (4)
- Anastasija Pavljučenkova (21)
- Karolína Muchová (22)
- Markéta Vondroušová (32)
- Nadia Podoroska (39)
- Laura Siegemund (57)
- Jaqueline Cristian (65)
- Patricia Maria Țig (65)
- Evgenija Rodina (73)
- Zheng Saisai (89)
- Kristína Kučová (90)

### Doppio femminile
- Latisha Chan /  Alexa Guarachi
- Leylah Fernandez /  Bethanie Mattek-Sands

## Ritiri

### Prima del torneo
I seguenti giocatori e giocatrici sarebbero entrati in tabellone, ma si sono ritirati prima del sorteggio:

#### Singolare maschile
- Gaël Monfils → sostituito da  Nuno Borges
- Kamil Majchrzak → sostituito da  Vasek Pospisil
- Reilly Opelka → sostituito da  Zhang Zhizhen
- Carlos Alcaraz → sostituito da  Pavel Kotov
- Marin Čilić → sostituito da  Juan Pablo Varillas
- Nick Kyrgios → sostituito da  Denis Kudla

#### Singolare femminile
- Simona Halep → sostituita da  Varvara Gračëva
- Daria Saville → sostituita da  Ysaline Bonaventure
- Wang Qiang → sostituita da  Harriet Dart
- Sara Sorribes Tormo → sostituita da  Kateryna Baindl
- Naomi Ōsaka → sostituita da  Dajana Jastrems'ka
- Ajla Tomljanović → sostituita da  Léolia Jeanjean
- Paula Badosa → sostituita da  Laura Pigossi
- Zheng Saisai → sostituita da  Elizabeth Mandlik

#### Doppio maschile
- Daniel Elahi Galán /  Thiago Monteiro → sostituiti da  Pedro Martínez /  Thiago Monteiro
- Il'ja Ivaška /  Oscar Otte → sostituiti da  Ivan Sabanov /  Matej Sabanov
- Miomir Kecmanović /  Kwon Soon-woo → sostituiti da  Facundo Bagnis /  Robert Galloway
- Thanasi Kokkinakis /  Nick Kyrgios → sostituiti da  Hunter Reese /  Cristian Rodríguez
- Laslo Đere /  Filip Krajinović → sostituiti da  Daniel Altmaier /  Juan Pablo Varillas
- Mackenzie McDonald /  Marcelo Melo → sostituiti da  Sriram Balaji /  Jeevan Nedunchezhiyan

#### Doppio femminile
- Caty McNally /  Luisa Stefani → sostituite da  Claire Liu /  Sabrina Santamaria

#### Doppio misto
- Ellen Perez /  Harri Heliövaara → sostituiti da  Makoto Ninomiya /  Ariel Behar

### Durante il torneo
I seguenti giocatori e giocatrici si sono ritirati durante il torneo:

#### Singolare maschile
- Sebastian Korda

#### Doppio misto
- Jeļena Ostapenko /  David Vega Hernández

## Tennisti partecipanti ai singolari

### Singolare maschile
- Singolare maschile

| Campione                 | Campione                     | Finalista                        | Finalista                  |
| ------------------------ | ---------------------------- | -------------------------------- | -------------------------- |
| Novak Đoković [4]        | Novak Đoković [4]            | Stefanos Tsitsipas [3]           | Stefanos Tsitsipas [3]     |
| Semifinalisti            |                              |                                  |                            |
| Karen Chačanov [18]      | Karen Chačanov [18]          | Tommy Paul                       | Tommy Paul                 |
| Eliminati ai quarti      |                              |                                  |                            |
| Sebastian Korda [29]     | Jiří Lehečka                 | Andrej Rublëv [5]                | Ben Shelton                |
| Eliminati agli ottavi    |                              |                                  |                            |
| Yoshihito Nishioka [31]  | Hubert Hurkacz [10]          | Jannik Sinner [15]               | Félix Auger-Aliassime [6]  |
| Holger Rune [9]          | Alex de Minaur [22]          | Jeffrey John Wolf                | Roberto Bautista Agut [24] |
| Eliminati al 3º turno    |                              |                                  |                            |
| Mackenzie McDonald       | Frances Tiafoe [16]          | Denis Shapovalov [20]            | Daniil Medvedev [7]        |
| Tallon Griekspoor        | Márton Fucsovics             | Cameron Norrie [11]              | Francisco Cerúndolo [28]   |
| Daniel Evans [25]        | Ugo Humbert                  | Benjamin Bonzi                   | Grigor Dimitrov [27]       |
| Alexei Popyrin [WC]      | Michael Mmoh [LL]            | Andy Murray                      | Jenson Brooksby            |
| Eliminati al 2º turno    |                              |                                  |                            |
| Rafael Nadal [1]         | Dalibor Svrčina [Q]          | Jason Kubler [WC]                | Shang Juncheng [Q]         |
| Lorenzo Sonego           | Tarō Daniel                  | Yosuke Watanuki [Q]              | John Millman [WC]          |
| Rinky Hijikata [WC]      | Botic van de Zandschulp [32] | Lloyd Harris [PR]                | Tomás Martín Etcheverry    |
| Constant Lestienne       | Christopher Eubanks [WC]     | Corentin Moutet                  | Alex Molčan                |
| Emil Ruusuvuori          | Jérémy Chardy [PR]           | Denis Kudla [LL]                 | Maxime Cressy              |
| Pablo Carreño Busta [14] | Adrian Mannarino             | Laslo Đere                       | Enzo Couacaud [Q]          |
| Taylor Fritz [8]         | Nicolás Jarry [Q]            | Diego Schwartzman [23]           | Alexander Zverev [12]      |
| Thanasi Kokkinakis       | Brandon Holt [Q]             | Alejandro Davidovich Fokina [30] | Casper Ruud [2]            |
| Eliminati al 1º turno    |                              |                                  |                            |
| Jack Draper              | Brandon Nakashima            | Jaume Munar                      | Mikael Ymer                |
| Bernabé Zapata Miralles  | Sebastián Báez               | Oscar Otte                       | Daniel Altmaier            |
| Pedro Martínez           | Nuno Borges                  | Ernesto Escobedo [Q]             | Dušan Lajović              |
| Cristian Garín           | Arthur Rinderknech           | Marc-Andrea Hüsler               | Marcos Giron               |
| Quentin Halys            | Yannick Hanfmann [Q]         | Pavel Kotov [LL]                 | Il'ja Ivaška               |
| Lorenzo Musetti [17]     | Federico Coria               | Grégoire Barrère                 | Kyle Edmund [PR]           |
| Luca Van Assche [WC]     | Thiago Monteiro              | Kwon Soon-woo                    | Borna Ćorić [21]           |
| Guido Pella [PR]         | Wu Yibing [WC]               | Stan Wawrinka [PR]               | Vasek Pospisil             |
| Dominic Thiem [WC]       | Max Purcell [Q]              | Daniel Elahi Galán               | Facundo Bagnis             |
| Roman Safiullin          | Richard Gasquet              | Albert Ramos Viñolas             | Filip Krajinović           |
| Pedro Cachín             | Mattia Bellucci [Q]          | John Isner                       | Hsu Yu-hsiou [Q]           |
| Aslan Karacev            | Zizou Bergs [Q]              | Hugo Dellien [PR]                | Roberto Carballés Baena    |
| Nikoloz Basilašvili      | Tseng Chun-hsin              | Zhang Zhizhen                    | Miomir Kecmanović [27]     |
| Oleksii Krutykh [Q]      | Jordan Thompson              | Laurent Lokoli [Q]               | Juan Pablo Varillas [LL]   |
| Matteo Berrettini [13]   | Fabio Fognini                | Aleksandar Vukic [Q]             | João Sousa                 |
| Aleksandr Bublik         | Jan-Lennard Struff [Q]       | Christopher O'Connell            | Tomáš Macháč               |

### Singolare femminile
- Singolare femminile

| Campionessa              | Campionessa                   | Finalista                     | Finalista                |
| ------------------------ | ----------------------------- | ----------------------------- | ------------------------ |
| Aryna Sabalenka [5]      | Aryna Sabalenka [5]           | Elena Rybakina [22]           | Elena Rybakina [22]      |
| Semifinaliste            |                               |                               |                          |
| Viktoryja Azaranka [24]  | Viktoryja Azaranka [24]       | Magda Linette                 | Magda Linette            |
| Eliminate ai quarti      |                               |                               |                          |
| Jeļena Ostapenko [17]    | Jessica Pegula [3]            | Karolína Plíšková [30]        | Donna Vekić              |
| Eliminate agli ottavi    |                               |                               |                          |
| Iga Świątek [1]          | Cori Gauff [7]                | Barbora Krejčíková [20]       | Zhu Lin                  |
| Zhang Shuai [23]         | Caroline Garcia [4]           | Belinda Bencic [12]           | Linda Fruhvirtová        |
| Eliminate al 3º turno    |                               |                               |                          |
| Cristina Bucșa [Q]       | Danielle Collins [13]         | Kateryna Baindl               | Bernarda Pera            |
| Marta Kostjuk            | Anhelina Kalinina             | Madison Keys [10]             | Maria Sakkarī [6]        |
| Varvara Gračëva          | Katie Volynets [Q]            | Ekaterina Aleksandrova [19]   | Laura Siegemund [PR]     |
| Elise Mertens [26]       | Camila Giorgi                 | Nuria Párrizas Díaz           | Markéta Vondroušová [PR] |
| Eliminate al 2º turno    |                               |                               |                          |
| Camila Osorio            | Bianca Andreescu              | Kaja Juvan                    | Karolína Muchová [PR]    |
| Caty McNally             | Anna Bondár                   | Zheng Qinwen [29]             | Emma Raducanu            |
| Aljaksandra Sasnovič     | Olivia Gadecki [WC]           | Clara Burel [Q]               | Petra Kvitová [15]       |
| Wang Xinyu               | Nadia Podoroska [PR]          | Jil Teichmann [32]            | Diana Šnaider [Q]        |
| Lucrezia Stefanini [Q]   | Julija Putinceva              | Petra Martić                  | Veronika Kudermetova [9] |
| Anett Kontaveit [16]     | Taylor Townsend [WC]          | Irina-Camelia Begu [27]       | Leylah Annie Fernandez   |
| Shelby Rogers            | Lauren Davis                  | Anna Karolína Schmiedlová [Q] | Claire Liu               |
| Anastasija Potapova      | Ljudmila Samsonova [18]       | Kimberly Birrell [WC]         | Ons Jabeur [2]           |
| Eliminate al 1º turno    |                               |                               |                          |
| Jule Niemeier            | Panna Udvardy                 | Eva Lys [Q]                   | Marie Bouzková [25]      |
| Elisabetta Cocciaretto   | Séléna Janicijevic [Q]        | Lesja Curenko [Q]             | Anna Kalinskaja          |
| Laura Pigossi [LL]       | Kamilla Rachimova             | Ana Bogdan                    | Dajana Jastrems'ka       |
| Dalma Gálfi              | Moyuka Uchijima [WC]          | Tamara Korpatsch              | Kateřina Siniaková       |
| Jaqueline Cristian [PR]  | Brenda Fruhvirtová [Q]        | Polina Kudermetova [Q]        | Amanda Anisimova [28]    |
| Sára Bejlek [Q]          | Talia Gibson [WC]             | Coco Vandeweghe [Q]           | Alison Van Uytvanck      |
| Anna Blinkova            | Storm Hunter [WC]             | Léolia Jeanjean [LL]          | Sofia Kenin [PR]         |
| Harriet Dart             | Rebecca Marino                | Kristína Kučová [PR]          | Yuan Yue                 |
| Dar'ja Kasatkina [8]     | Tatjana Maria                 | Sorana Cîrstea                | Wang Xiyu                |
| Patricia Maria Țig [PR]  | Viktorija Golubic             | Evgenija Rodina [PR]          | Maryna Zanevs'ka         |
| Julia Grabher            | Mayar Sherif                  | Diane Parry [WC]              | Ysaline Bonaventure      |
| Elizabeth Mandlik [LL]   | Lucia Bronzetti               | Alizé Cornet                  | Katherine Sebov [Q]      |
| Tereza Martincová        | Arianne Hartono [Q]           | Danka Kovinić                 | Garbiñe Muguruza         |
| Martina Trevisan [21]    | Anastasija Pavljučenkova [PR] | Madison Brengle               | Viktorija Tomova         |
| Beatriz Haddad Maia [14] | Sloane Stephens               | Oksana Selechmet'eva [Q]      | Jasmine Paolini          |
| Kaia Kanepi [31]         | Jaimee Fourlis [WC]           | Alison Riske-Amritraj         | Tamara Zidanšek          |

## Campioni

### Senior

#### Singolare maschile
Novak Đoković ha sconfitto in finale  Stefanos Tsitsipas con il punteggio di 6–3, 7–6(4), 7–6(5).
• È il novantatreesimo titolo in carriera per Đoković, il ventiduesimo Major nonché decimo Australian Open.

#### Singolare femminile
Aryna Sabalenka ha sconfitto in finale  Elena Rybakina con il punteggio di 4–6, 6–3, 6–4.

#### Doppio maschile
Rinky Hijikata e  Jason Kubler hanno sconfitto in finale  Hugo Nys e  Jan Zieliński con il punteggio di 6–4, 7–6(4).

#### Doppio femminile
Barbora Krejčíková e  Kateřina Siniaková hanno sconfitto in finale  Shūko Aoyama e  Ena Shibahara con il punteggio di 6–4, 6–3.

#### Doppio misto
Luisa Stefani e  Rafael Matos hanno sconfitto in finale  Sania Mirza e  Rohan Bopanna con il punteggio di 7–6(2), 6–2.

### Junior

#### Singolare ragazzi
Alexander Blockx ha sconfitto in finale  Learner Tien con il punteggio di 6–1, 2–6, 7–6(9).

#### Singolare ragazze
Alina Korneeva ha sconfitto in finale  Mirra Andreeva con il punteggio di 6(2)–7, 6–4, 7–5.

#### Doppio ragazzi
Learner Tien e  Cooper Williams hanno sconfitto in finale  Alexander Blockx e  João Fonseca con il punteggio di 6–4, 6–4.

#### Doppio ragazze
Renáta Jamrichová e  Federica Urgesi hanno sconfitto in finale  Hayu Kinoshita e  Sara Saito con il punteggio di 7–6(5), 1–6, [10–7].

### Tennisti in carrozzina

#### Singolare maschile carrozzina
Alfie Hewett ha sconfitto in finale  Tokito Oda con il punteggio di 6–3, 6–1.

#### Singolare femminile carrozzina
Diede de Groot ha sconfitto in finale  Yui Kamiji con il punteggio di 0–6, 6–2, 6–2.

#### Quad singolare
Sam Schröder ha sconfitto in finale  Niels Vink con il punteggio di 6–2, 7–5.

#### Doppio maschile carrozzina
Alfie Hewett e  Gordon Reid hanno sconfitto in finale  Maikel Scheffers e  Ruben Spaargaren con il punteggio di 6–1, 6–2.

#### Doppio femminile carrozzina
Diede de Groot e  Aniek van Koot hanno sconfitto in finale  Yui Kamiji e  Zhu Zhenzhen con il punteggio di 6–3, 6–2.

#### Quad doppio
Sam Schröder e  Niels Vink hanno sconfitto in finale  Donald Ramphadi e  Ymanitu Silva con il punteggio di 6–1, 6–3.

## Punti
| Torneo    | Torneo    | V     | F     | SF  | QF  | 4T  | 3T  | 2T | 1T | Q  | Q3 | Q2 | Q1 |
| Singolare | Maschile  | 2 000 | 1 200 | 720 | 360 | 180 | 90  | 45 | 10 | 25 | 16 | 8  | 0  |
| Singolare | Femminile | 2 000 | 1 300 | 780 | 430 | 240 | 130 | 70 | 10 | 40 | 30 | 20 | 2  |
| Doppio    | Maschile  | 2 000 | 1 200 | 720 | 360 | 180 | 90  | 0  | –  | –  | –  | –  | –  |
| Doppio    | Femminile | 2 000 | 1 300 | 780 | 430 | 240 | 130 | 10 | –  | –  | –  | –  | –  |

## Montepremi
Il montepremi totale dell'Australian Open per il 2023 è aumentato del 3,38% su base annua, raggiungendo il record di 76500000 AUD. Ciò ha rappresentato un aumento del 155% del montepremi negli ultimi dieci anni, da 30000000 AUD nell'edizione del 2013.
| Evento        | V           | F           | SF         | QF         | 4T         | 3T         | 2T         | 1T         | Q3        | Q2        | Q1        |
| Singolare     | 2975000 AUD | 1625000 AUD | 925000 AUD | 555250 AUD | 338250 AUD | 227925 AUD | 158850 AUD | 106250 AUD | 55150 AUD | 36575 AUD | 26000 AUD |
| Doppio*       | 695000 AUD  | 370000 AUD  | 210000 AUD | 116500 AUD | 67250 AUD  | N.D.       | 46500 AUD  | 30975 AUD  | N.D.      | N.D.      | N.D.      |
| Doppio misto* | 157750 AUD  | 89450 AUD   | 47500 AUD  | 25250 AUD  | N.D.       | N.D.       | 12650 AUD  | 6600 AUD   | N.D.      | N.D.      | N.D.      |

*Per squadra